# Liste der Kulturgüter in Bottenwil
Die Liste der Kulturgüter in Bottenwil enthält alle Objekte in der Gemeinde Bottenwil im Kanton Aargau, die gemäss der Haager Konvention zum Schutz von Kulturgut bei bewaffneten Konflikten, dem Bundesgesetz vom 20. Juni 2014 über den Schutz der Kulturgüter bei bewaffneten Konflikten sowie der Verordnung vom 29. Oktober 2014 über den Schutz der Kulturgüter bei bewaffneten Konflikten unter Schutz stehen.
Objekte der Kategorie A sind im Gemeindegebiet nicht ausgewiesen, Objekte der Kategorie B sind vollständig in der Liste enthalten, Objekte der Kategorie C fehlen zurzeit (Stand: 1. Januar 2023).

## Kulturgüter
| Foto |                                                             | Objekt                           | Kat. | Typ | Standort                             | Beschreibung |
| ---- | ----------------------------------------------------------- | -------------------------------- | ---- | --- | ------------------------------------ | --- |
| BW   | Datei hochladen · Wikidata zu Hochstudhaus (Q29575763)      | Hochstudhaus KGS-Nr.: 15242      | B    | G   | Vorstattstrasse 44 642736 / 236859   | Im späten 17. Jahrhundert erbautes Hochstudhaus in Ständerbauweise, ursprünglich mit Strohdach. Charakteristisch hochragendes, an allen Seiten weit herabgezogenes Vollwalmdach. |
| BW   | Datei hochladen · Wikidata zu Speicher (Q29575764)          | Speicher KGS-Nr.: 15243          | B    | G   | Vorstattstrasse 38.3 642633 / 236771 | 1728 erbauter Getreidespeicher. Hölzerner Ständerbau mit ringsum geführter Laube im Obergeschoss.                                                                                |
| ja   | Datei hochladen · Wikidata zu Gasthof zum Bären (Q29575762) | Gasthof zum Bären KGS-Nr.: 15244 | B    | G   | Hauptstrasse 68 642930 / 237310      | 1802 erbautes Gasthof. Dreigeschossiger Fachwerkbau mit Gerschild und Ründe auf beschnitzten Bügen.                                                                              |